# Nothing's Impossible
Nothing's Impossible es una canción del grupo inglés de música electrónica Depeche Mode compuesta por David Gahan, publicada en el álbum Playing the Angel de 2005. Fue uno de los tres primeros temas que el vocalista aportó al grupo tras más de veinte años en DM sólo cantando.

## Descripción
Nothing's Impossible es un blues electroacústico, aunque curiosamente resulta la más sintetizada de las tres primeras aportaciones de Gahan al grupo. La musicalización está hecha con instrumentos orgánicos trastocados electrónicamente consiguiendo una muy efectiva composición no sintética sino verdaderamente sintetizada, la cual además es de sonido muy dramático y lúgubre como marcan los estándares del blues.
Comienza con la guitarra de Martin Gore en notación grave, complementada con un áspero efecto sintético para hacerla oír aún más dura y pesarosa, primera estrofa con una letra triste, al llegar al puente se compone de una serie de efectos electrónicos, al primer estribillo se vuelve exactamente a la misma musicalización del principio y el vocalista dice con dramatismo “Incluso las estrellas parecen brillar más esta noche, Nada es Imposible; Todavía creo enamorarme a primera vista, Nada es Imposible”; nuevamente estrofa, puente y para el segundo estribillo sólo la tercera línea cambia a “Sí todavía crees enamorarte a primera vista”. Con todo, pareciera una función intencional de rock electrónico, o sólo sintetizado, lo cual caracterizaría a los posteriores temas de Gahan para DM en el álbum Sounds of the Universe de 2009, con lo cual Nothing's Impossible es el que de algún modo sienta las bases de sus consecutivas aportaciones.
Sin embargo, el tema conserva mucho del espíritu industrial que en general distinguió al álbum Playing the Angel, y por otro lado tiene algunas cercanías con el rock gótico por lo afligido de su planteamiento melódico y su lírica. Aun así, el acompañamiento de cuerdas recuerda de un modo vago la música country norteamericana, lo cual le presta su parte más armoniosa.
La letra por cierto también es en general muy cercana a las escritas por Martin Gore durante todos sus años como compositor único del grupo, hablando sobre relaciones difíciles y el ánimo de sacarlas adelante, con lo que Gahan de algún modo tributó su larga trayectoria profesional sólo como intérprete de temas en los cuales él no se involucraba creativamente. Por último, la grabación para el disco fue cantada íntegramente a dueto por ambos, con lo cual consiguieron darle una peculiar cualidad robótica haciendo a su vez hincapié en su carácter de tema electrónico industrial.

## En directo
La canción fue frecuente en los conciertos de la gira Touring the Angel, aunque no siempre se tocó, pues se alternaba con el tema clásico de 1993 In Your Room, con el cual de hecho tiene un cierto parecido en lo melódico, aunque lo más destacable es que con su interpretación los tres primeros temas del cantante para DM estuvieron presentes durante toda la gira.
Las interpretaciones para la gira desde luego se hicieron igual que como se encuentra en el disco, con instrumentación acústica y acompañamiento de los elementos electrónicos, aunque Gahan la interpretaba a una sola voz a diferencia de cómo está en el álbum.
- Datos: Q6045596